# 트랜스젠더 권리
트랜스젠더 권리에는 성전환자가 법적인 성별을 바꾸는 것(성별 정정), 차별 금지 등이 있다.

## 성별 정정
성전환자가 법적인 성별을 바꾸는 조건은 국가별로 다르다. 성전환자에 대한 차별 금지를 입법화한 국가나 성전환 수술이나 호르몬 대체 요법의 요건을 법으로 정한 국가도 있다.

### 대한민국
대한민국에서는 성전환자의 성별정정에 대한 법률이 제정되어 있지는 않으나, 2006년 대법원 전원합의체에 의해 '성전환 수술을 받아 반대 성으로서의 외부 성기를 비롯한 신체를 갖춘 자'라는 조건하에 성전환자의 호적 정정과 개명을 허용하였다. 반대 견해를 낸 2명의 대법관이 있었다.
대법원이 실시한 호적 변경의 요건은 다음과 같다.
1. 출생 당시의 생물학적인 성에 대한 불일치감과 반대의 성에 대한 귀속감을 느끼고, 일상생활에서 반대의 성을 가진 사람으로 행동하고, 자신의 신체(성기 포함) 역시 반대의 성으로 만들고자 원하여
2. 정신과적으로 성전환증의 진단을 받고 치료를 받아도 위 증세가 호전되지 않음으로써
3. 의학적 기준에 맞추어 성전환수술을 받아 반대 성으로서의 외부 성기를 비롯한 신체를 갖추고
4. 그 후에는 자신을 바뀐 성을 가진 사람으로 인식하고 외관과 성관계, 직업 등도 그 바뀐 성에 따라 활동하여
5. 주위사람들도 바뀐 성으로 알고 또 허용하고 있을 것

이에 따라 마련된 성전환자의 성별정정허가신청사건 등 사무처리지침에 의해 성별 정정이 이뤄진다. 이 지침에서는 성전환 수술을 요구하고 있지만, 음경을 만드는 수술을 받지 않은 트랜스남성의 경우 2013년 3월부터 일부 법원에서 법원에 따라 성별 정정이 인정되었으며, 질을 만드는 수술을 받지 않은 트랜스여성의 경우 2017년 2월에는 청주지방법원 영동지원에서 정정 허가가 나왔다.

### 일본
일본에서는 성전환자를 성 정체성 장애를 가진 성소수자로 보아, 2002년 특례법(性同一性障害者の性別の取扱いの特例に関する法律)을 제정하여 성전환자들의 호적 정정을 허용하였다. 단, 자녀가 없는 자여야 한다는 조건이 붙는다.

## 같이 보기
- 논바이너리 젠더의 법적 인정
- 나라별 법률에 따른 성소수자의 권리
- 트랜스젠더 인권 단체
- 욕야카르타 원칙
- 인권